# 猶他號戰艦

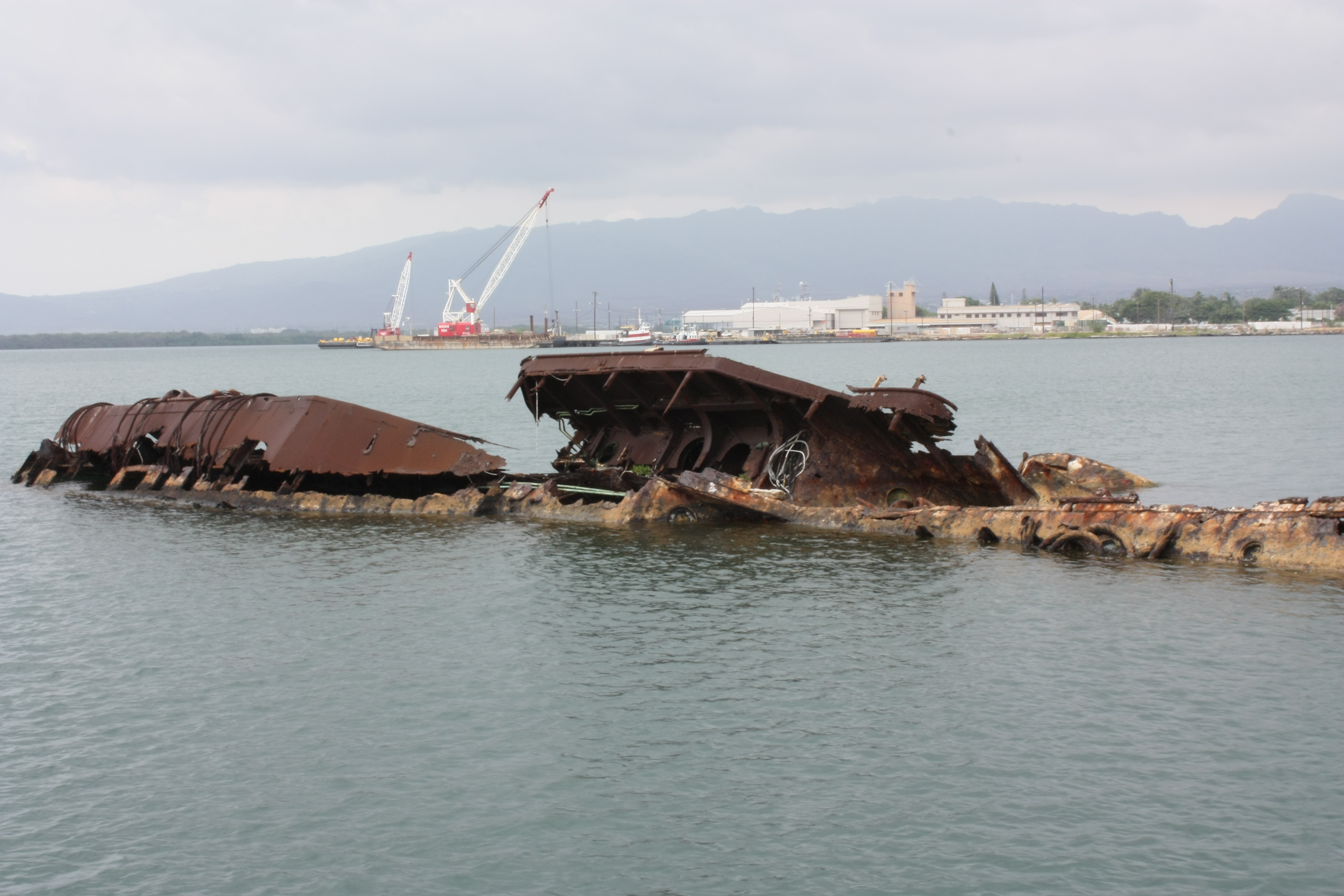
猶他號殘骸仍舊留在珍珠港。攝於2010年11月18日。

猶他號戰艦（舷號BB-31）是一艘隸屬於美國海軍的戰艦，為佛羅里達級戰艦的二號艦。她是美軍第一艘以猶他州為名的軍艦。
猶他號在1909年於紐約造船廠建造並下水，在1911年服役。接著猶他號主要在大西洋執勤，並在1914年支援美國在坦皮科事件後入侵韋拉克魯斯。美國參與第一次世界大戰後，猶他號被派到英國海域，加入英國本土艦隊，主要負責護航任務。
戰後猶他號恢復日常訓練，並參與多次艦隊解難演習（Fleet Problems）。1926年猶他號進入船廠作現代化改建，於1927年回到現役。1930年猶他號按倫敦海軍條約而改裝為靶艦，並在1932年後一直擔任美國海軍的實驗平台。
1941年12月7日，日本海軍在偷襲珍珠港之初重創猶他號，使之在港內傾覆。1944年海軍將猶他號正式退役除籍，但未有將之打撈拆解。1956年海軍曾有意將猶他號殘骸拆除，以騰出空間供艾塞克斯級航空母艦停泊，但最終未有成事。1989年猶他號的殘骸獲評為美國國家歷史地標。
猶他號在第二次世界大戰獲得一枚戰鬥之星。